# 红旗营东站
紅旗營東站位於中华人民共和国黑龍江省齊齊哈爾市昂昂溪区境內，是哈齊高速鐵路的其中一個車站，车站规模为1台4线，為越行站，2015年8月17日随哈齐高铁开通而投入使用，日均通过列车94列。